# 잠못드는 밤
<잠못드는 밤>는 대한민국의 여성 싱어송라이터 장덕에 의해 작사 · 작곡된 곡이다. 장덕의 3번째 정규 음반 《님 떠난 후》의 B면 3번 트랙으로 발표되었다.